# Шкрда
Шкрда је ненасељено острво у хрватском делу Јадранског мора.
То је каменито острво, без вегетације, које се налази око 3 km западно од засеока Мандре на средини острва Пага, од којег га дели Маунски канал. 
Површина острва износи 2,05 km². Дужина обалске линије је 7,177 km. Највиши врх на острву 53 м. 
На крајњој западној тачки остrва налази се светионик, који шаље светлосни сигнал: B Bl(3) 15s са номиналним дометом 10 mi (16 km).